# Giulio Romano
Giulio Romano, (rođen kao Giulio Pippi, Rim, 1492. — Mantova, 1. studenog 1546.), bio je toskanski slikar i arhitekt tijekom manirističke ere.

## Životopis
Giulio Romano je bio Rafaelov učenik, kom je pomagao na dekoracijama Rafaelovih soba u Vatikanu. Od 1524. djelovao je u Rimu, gdje su na njega također utjecali Michelangelo i Bramante. Poslije toga na poziv vojvode Federica II. Gonzage odlazi na dvor u Mantovi i skoro do kraja posvećuje se arhitekturi.
Tijekom prvih godina na vojvodinom dvoru Romano je skicirao erotske slike koje su izgubljene. Njih je vjerojatno naručio sam vojvoda, kao zamišljenu podlogu i ukras zidova u palači koja je trebala biti izgrađena. Marcantonio Raimondi, bakrorezac koji je izradio brojne Rafaelove motive, izrađuje i ovih 16 skica koje je objavio 1524. pod imenom I Modi. Prijatelja i pjesnika Pietra Aretina bakrorezi su inspirirali za djelo Pohotne sonete ("Sonetti lussuriosi"). Raimondi je osuđen na zatvorsku kaznu zbog objavljivanja bakroreza a knjiga gdje su bili tekst i slike stavljena je 1527. na listu zabranjenih knjiga Katoličke crkve, Index librorum prohibitorum.
Između 1524. i 1534. Romano je projektirao palaču Palazzo del Te koja se smatra jednim od prvih primjera manirističke arhitekture u Italiji 16. stoljeća.
Primjeri te arhitekture su triglifi, kao i stupovi koji su ostavljeni neobrađeni kao da su upravo dovezeni iz kamenoloma. U jednoj od sala, Sali dei Giganti, Romano se koristio tzv. prividnom arhitekturom, tj. obmanjivim freskaa koje su ostavljale dojam da cijela prostorija propada.